# Mr. T

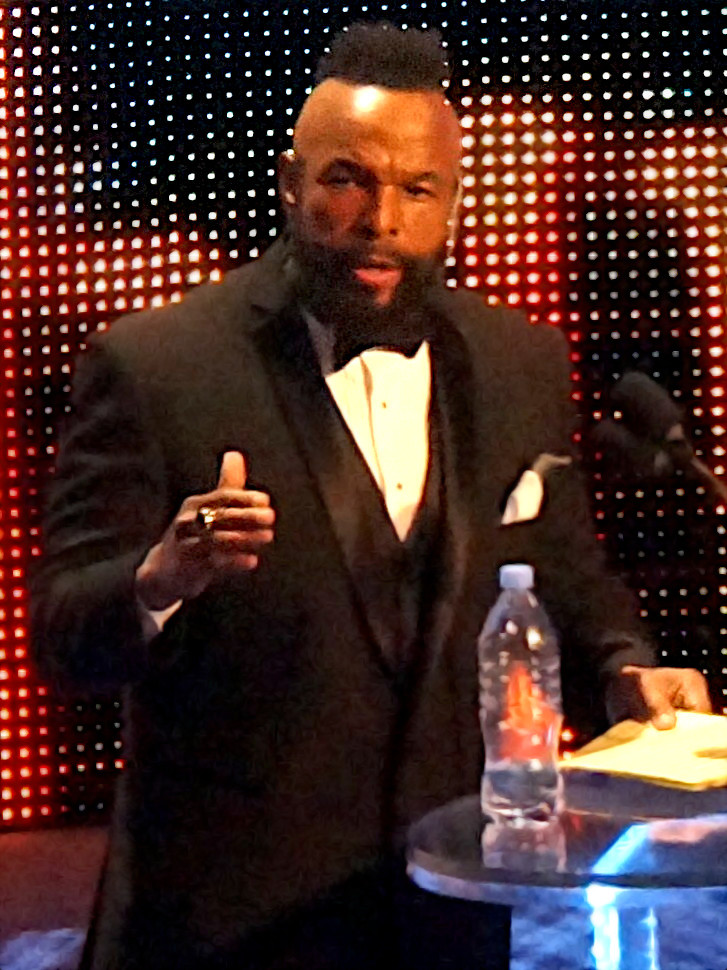
Mr. T (2014)

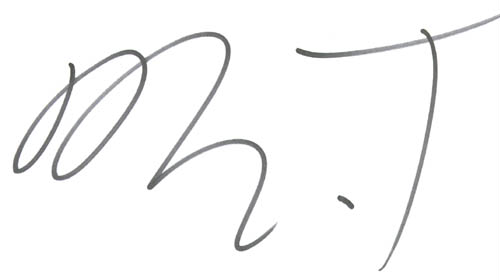
Mr. Ts Signatur

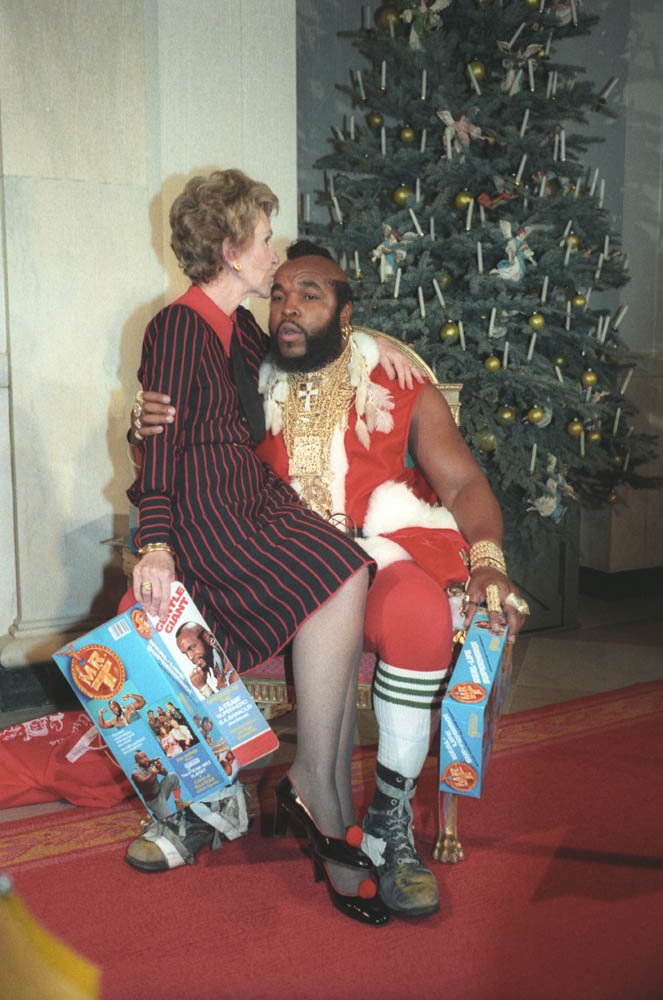
Mr. T und Nancy Reagan, Weihnachten 1983

Mr. T, bürgerlich Laurence Tureaud (* 21. Mai 1952 in Chicago, Illinois) ist ein US-amerikanischer Schauspieler.

## Leben
Tureaud wurde in den Robert Taylor Homes, einem Armenviertel in Chicago, als zweitjüngstes von zwölf Kindern geboren. Als junger Mann wurde er von seinen Brüdern ermutigt, mit Krafttraining anzufangen. Er spielte erfolgreich College-Football und wurde dreimal Stadtmeister im Ringen. Danach trat er in die Armee ein, wurde allerdings wegen eines Streits mit einem Vorgesetzten bald entlassen.
Danach arbeitete er als Bodyguard und nannte sich von da an Mr. T (als Tribut an seinen Vater, der oft von Weißen herabwürdigend als „Boy“ („Junge“) angeredet wurde; damit man ihn mit „Mister“ ansprechen musste). Er arbeitete für prominente Personen wie Diana Ross, Muhammad Ali und Michael Jackson. Er erlangte so einen gewissen Bekanntheitsgrad, der ihm zu einer Filmkarriere verhalf. Seinen ersten, kurzen Auftritt, noch ohne Auflistung im Cast, hatte er 1980 im Film Blues Brothers, da er während der Dreharbeiten in seiner Heimatstadt Chicago der Bodyguard von John Belushi war. Bekannt ist auch sein Wahlspruch auf seinen Visitenkarten: „Next to God, there is no greater protector than I“ (Neben Gott gibt es keinen größeren Beschützer als mich).
Mr. T wurde 1982 dann von Sylvester Stallone für größere Filmrollen entdeckt und erhielt die Rolle des Clubber Lang im dritten Teil der Rocky-Saga. Weitere Bekanntheit verdankt er der Rolle des Bosco Albert „B. A.“ (Bad Attitude) Baracus in der amerikanischen Fernsehserie Das A-Team. In der Zeichentrickserie Mister T (1983, in Deutschland ab 1987 auf RTL+ ausgestrahlt) war Mr. T selbst die Hauptfigur und reiste mit einer Gruppe von Turnern durch die USA. Der reale Mr. T erschien am Ende jeder Folge und klärte die jungen Zuschauer über den Missbrauch von Drogen, Verhalten in Problemsituationen, das richtige Umweltverhalten etc. auf. Im Jahr 1984 versuchte sich Mr. T im Musikgeschäft und nahm den Rapsong Treat Your Mother Right auf, der allerdings nur mäßig erfolgreich war.
Den Kontakt zur WWF (heute WWE) stellte Hulk Hogan her, der in Rocky III und in Das A-Team eine Gastrolle hatte. Die daraus resultierende Zusammenarbeit fand im März 1985 bei Wrestlemania I ihren Höhepunkt, als Mr. T und Hogan gemeinsam im Ring standen. Am 5. April 2014 wurde Mr. T von seinem Sohn T Junior in die WWE Hall of Fame eingeführt. Die Zeremonie fand einen Abend vor WrestleMania XXX (30) in New Orleans statt.
In den 1990er-Jahren erkrankte Mr. T an Lymphknotenkrebs. Seine Heilung stärkte seinen Gottesglauben. Heute ist er u. a. als Prediger aktiv. Im Jahr 2001 hatte Mr. T in einer kurzen Sequenz des Films Nicht noch ein Teenie-Film einen Gastauftritt. Mr. T trat auch in verschiedenen Computerspielen auf, unter anderem in World of Warcraft, für das er auch im Fernsehen warb und auch in Animationsserien wie in Die Pinguine aus Madagascar als Officer X. Von 2011 bis 2013 hatte er eine eigene Fernsehsendung auf BBC Three namens World’s Craziest Fools. In Deutschland wurde sie als Mr. Ts verrückte Welt auf kabel eins ausgestrahlt.
Mr. T ist Vater von drei Kindern.

## Filmografie
- 1982: Silver Spoons
- 1982: Blutige Lorbeeren alternativ Black City Tiger (Penitentiary II)
- 1982: Rocky III – Das Auge des Tigers (Rocky III)
- 1983: Die Chaotenclique (D.C. Cab)
- 1983–1987: Das A-Team (The A-Team, Fernsehserie)
- 1983–1984: Mister T (Zeichentrickserie)
- 1984: Der stärkste Mann der Welt (The Toughest Man in the World)
- 1988: T. and T. (Fernsehserie)
- 1990: Mein Vater ist ein Außerirdischer (Out of This World, Fernsehserie, Folge 4x01)
- 1993: Freaks (Freaked)
- 1994: Blossom (Fernsehserie, Gastauftritt)
- 1994: Goldy III (The Magic of the Golden Bear: Goldy III)
- 1996: Agent 00 – Mit der Lizenz zum Totlachen (Spy Hard)
- 1996: Susan (Suddenly Susan, Fernsehserie)
- 1996: Martin (Fernsehserie)
- 1999: Inspektor Gadget (Inspector Gadget)
- 1999: Simsalabim Sabrina (Sabrina: The Animated Series, Fernsehserie, Stimme)
- 1999: Malcolm & Eddie (Fernsehserie)
- 2000: Family Guy (Fernsehserie, Stimme)
- 2001: Pecola (Stimme)
- 2001: Judgement
- 2001: Apocalypse IV: Judgment
- 2001: Nicht noch ein Teenie-Film, (Not Another Teen Movie, Gastrolle)
- 2002: Teamo Supremo (Stimme)
- 2003: Die Simpsons (The Simpsons, Cameo-Auftritt, Folge 15x06 Krustys Bar Mizvah (Today, I Am a Clown))
- 2007: South Park (Fernsehserie, Cameo-Auftritt, Folge Cartoon Krieg (Cartoon Wars))
- 2009: Wolkig mit Aussicht auf Fleischbällchen (Cloudy with a Chance of Meatballs, Stimme)